# Kodeks Efrema
Kodeks Efrema (nazwa łacińska: Codex Ephraemi Syri rescriptus) – rękopis Starego i Nowego Testamentu, pisany grecką majuskułą na pergaminie, w klasyfikacji Gregory-Aland oznaczany przez sigla C albo 04, w systemie von Sodena oznaczany jest przez δ 3. Również na liście rękopisów Septuaginty według klasyfikacji Alfreda Rahlfsa otrzymał siglum C. Obok Kodeksów Synajskiego, Watykańskiego i Aleksandryjskiego jest jednym z czterech wielkich kodeksów biblijnych. Znaczna część kart kodeksu została utracona.
Pochodzi z początku V wieku i jest palimpsestem (παλιν ψαω – znów ścieram), którego górny tekst dodany został w XII wieku, stanowią go traktaty Efrema Syryjczyka. Tekst palimpsestu odczytał Konstantin von Tischendorf, który też jest jego pierwszym wydawcą. Od czasów Tischendorfa jest cytowany we wszystkich krytycznych wydaniach Nowego Testamentu. Pomimo iż pochodzi z V wieku, jego tekst nie jest tak wartościowy jak wskazywałby na to jego wiek.
Od XVI wieku przechowywany jest we Francuskiej Bibliotece Narodowej (Gr. 9).

## Opis

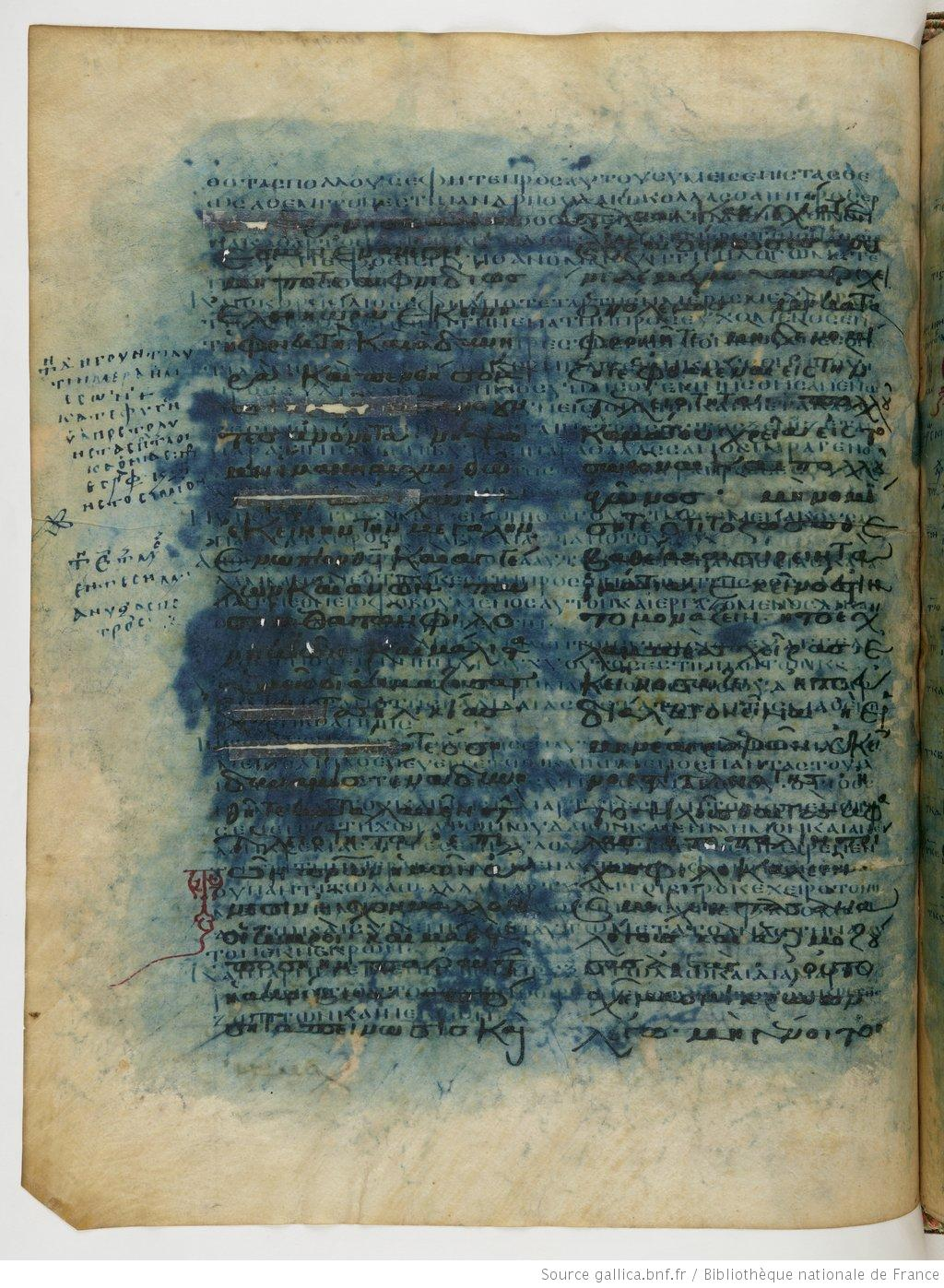
Kodeks Efrema

Zawiera 1/9 Starego Testamentu (tylko 64 karty) i 2/3 Nowego Testamentu (145 kart), razem 209 kart. Liczba luk w NT przekracza 80, a dwóch ksiąg – 2 Tes i 2 J – brakuje w całości, Hbr umieszczony został za 2 Tes. Karty rękopisu mają rozmiary 33 na 27 cm, na każdej stronie mieści się tylko 1 kolumna tekstu i jest to najstarszy przykład tekstu jednokolumnowego. Kolumna tekstu stanowiona jest przez 40-46 linijek. Pisany jest brunatnym atramentem.
Litery iota oraz ipsylon, które w Kodeksie Aleksandryjskim i wielu innych rękopisach mają dwukropek – tzw. diereza – ponad nimi (Ϊ, Ϋ), gdy rozpoczynają sylabę, w niektórych rękopisach dwukropek zastępowany jest przez pojedynczą kropkę, tutaj mają niespotykaną w innych rękopisach poziomą kreskę u góry (I, Y). Oryginalny skryba nie stosował przydechów ani akcentów (dodane zostały przez późniejszą rękę).
Stosuje podział tekstu według κεφαλαια (rozdziały), których numery zamieszczono na marginesach, ale w górnym marginesie nie ma ich tytułów (τιτλοι) jak w Kodeksie Aleksandryjskim, jednak listy rozdziałów (κεφαλαια) poprzedzają Ewangelie. Tekst dzielony jest również według krótszych Sekcji Ammoniusza, których numery zostały umieszczone na lewym marginesie tekstu. Pierwotnie zawierały prawdopodobnie odniesienia do Kanonów Euzebiusza (w czerwonym kolorze). Jednak czerwony kolor odniesień do Kanonów Euzebiusza zaginął i dopiero XX-wieczni badacze stwierdzili, że istniał pierwotnie. W Dziejach, Listach oraz Apokalipsie tekst nie ma podziału na rozdziały (κεφαλαια). Podobnie jak w kodeksach Aleksandryjskim i Bazylejskim wielkie inicjały na marginesie służą do podziału na jeszcze krótsze sekcje.
Nomina sacra skracane są zawsze do formy trzyliterowej: IHΣ dla Ἰησοῦς (Jezus), IHY dla Ἰησοῦ (Jezusa), XPΣ dla Χριστὸς (Chrystus), ΧPY dla Χριστοῦ (Chrystusa), ΠΑP dla Πατήρ (Ojciec), ΣTH dla Σταυρωθῇ (ukrzyżować).
Tekst Mt 16,2b-3 oznakowany został jako wątpliwy; brak Mk 15,28. Dłuższe zakończenie Marka (16,9-20), przypada na utracone karty jednak mogło być zawarte w kodeksie ze względu na dodatkową przestrzeń jaką daje niezbędna liczba linijek tekstu brakującej partii kodeksu. Mogła to być jednak pusta przestrzeń jak w Kodeksie Watykańskim. Również tekst Łk 22,43-44 przypada na utracone karty, ale w tym przypadku nie ma możliwości by ustalić obecność tego tekstu w oryginalnym kodeksie. Wielu krytyków przypuszcza, że go nie było. Tekst J 5,4 został pominięty przez skrybę, pericope de adultera (J 7,53 – 8,11) przypada na dwie utracone karty, jednak porównanie objętości tekstu z objętością kart wskazuje, że perykopy nie było w oryginalnym tekście rękopisu (podobna sytuacja w Kodeksie Aleksandryjskim).
Tischendorf wyróżniał trzech skrybów, których oznaczał symbolami A, B, C. Dzisiaj przyjmuje się, że kodeks sporządzony został przez co najmniej dwóch skrybów. Wyróżniono też trzech korektorów pracujących nad tekstem kodeksu: C1 (albo Ca), C² (albo Cb) oraz C³ (albo Cc). Korektor C1 pracował nad kodeksem zanim ten opuścił skryptorium, dokonał jednak bardzo niewielu zmian w tekście, 27 wydanie Nestle-Alanda nie cytuje go ani razu . Korektor C² żył w VI wieku, jego korekty mają znaczenie dla poznania historii tekstu NT. Korektor C³ żył w IX wieku, dokonał zmian w tekście by przybliżyć tekst do używanego w Konstantynopolu, wprowadził akcenty i przydechy, ponadto na marginesie dodał noty liturgiczne.
Skryba popełniał czasem błąd transpozycji, tekst Ap 7,17-8,4 został wstawiony po Ap 10,10b. Skryba nie zauważył swego błędu.

## Luki
Rękopis nie zachował się w całości, wiele jego karto zostało utraconych, w rezultacie przekazywany przezeń tekst ma wiele luk:
- Ewangelia Mateusza: 1,1-2; 5,15-7,5; 17,26-18,28; 22,21-23,17; 24,10-45; 25,30-26,22; 27,11-46; 28,15-fin.;
- Ewangelia Marka: 1,1-17; 6,32-8,5; 12,30-13,19;
- Ewangelia Łukasza: 1,1-2; 2:5-42; 3,21-4,25; 6,4-36; 7,17-8,28; 12,4-19,42; 20,28-21,20; 22,19-23,25; 24,7-45
- Ewangelia Jana: 1,1-3; 1,41-3,33; 5,17-6,38; 7,3-8,34; 9,11-11,7; 11,47-13,7; 14,8-16,21; 18,36-20,25;
- Dzieje Apostolskie: 1,1-2; 4,3-5,34; 6,8; 10,43-13,1; 16,37-20,10; 21,31-22,20; 3,18-24,15; 26,19-27,16; 28,5-fin.;
- List do Rzymian: 1,1-3; 2,5-3,21; 9,6-10,15; 11,31-13,10;
- 1. List do Koryntian: 1,1-2; 7,18-9,6; 13,8-15,40;
- 2. List do Koryntian: 1,1-2; 10,8-fin.
- List do Galatów: 1,1-20
- List do Efezjan: 1,1-2,18; 4,17-fin.
- List do Filipian: 1,1-22; 3,5-fin.
- List do Kolosan: 1,1-2;
- 1. List do Tesaloniczan: 1,1; 2,9-fin.;
- 2. List do Tesaloniczan zaginął
- 1. List do Tymoteusza: 1,1-3,9; 5,20-fin.;
- 2. List do Tymoteusza: 1,1-2;
- List do Tytusa: 1,1-2
- List do Filemona: 1-2
- List do Hebrajczyków: 1,1-2:4; 7,26-9:15; 10,24-12:15;
- List Jakuba: 1,1-2; 4:2-fin.
- 1. List Piotra: 1,1-2; 4,5-fin.;
- 2. List Piotra: 1,1
- 1. List Jana: 1,1-2; 4,3-fin.
- 2. List Jana zaginął;
- 3. List Jana: 1-2
- List Judy: 1-2
- Apokalipsa św. Jana: 1:1-2; 3:20-5:14; 7:14-17; 8:5-9:16; 10:10-11:3; 16:13-18:2; 19:5-fin[14].

W Starym Testamencie zachowały się jedynie partie księgi Hioba, Przypowieści, Kohelet, Pieśń nad pieśniami, Mądrości i Syracha.

## Tekst

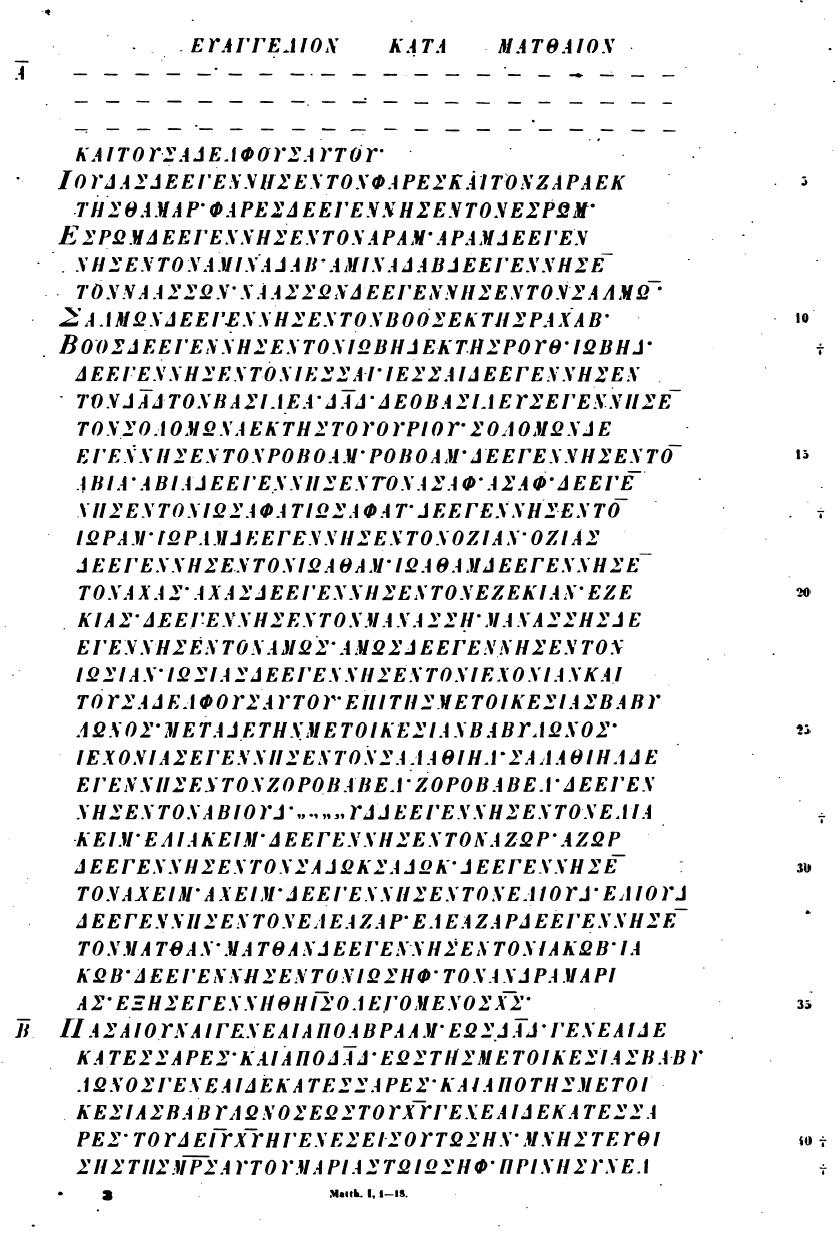
Mateusz 1,2-18 (Tischendorf facsimile)

Pomimo iż pochodzi z V wieku, jego tekst nie jest tak wartościowy jak wskazywałby na to jego wiek. W Ewangeliach jego tekst jest eklektyczny, czasem aleksandryjski, czasem bizantyjski. Element aleksandryjski jest zwykle zgodny z drugorzędnymi aleksandryjskimi rękopisami. Bruce M. Metzger sądził, że tekst rękopisu został skomponowany w oparciu o wielkie rodziny tekstualne. W Mateuszu jest słabym reprezentantem tekstu bizantyjskiego, a w Marku słabym reprezentantem aleksandryjskiego . W Łukaszu ma tekst mieszany, a w Ewangelii Jana reprezentuje typowy tekst aleksandryjski . Hermann von Soden ocenił tekst kodeksu jako aleksandryjski. Według Alanda jest zgodny z tekstem bizantyjskim 87 razy w Ewangeliach, 13 razy w Dziejach, 29 w Listach Pawła i 16 razy w Listach powszechnych. Z tekstem oryginalnym ma się zgadzać 66 razy w Ewangeliach, 38 razy w Dziejach, 104 razy u Pawła i 41 razy w Listach powszechnych. Posiada 50 niezależnych bądź szczególnych wariantów tekstowych w Ewangeliach, 11 w Dziejach, 17 u Pawła i 14 w Listach powszechnych. Aland zaklasyfikował jego tekst do Kategorii II.
W Listach powszechnych posiada tekst lepszy niż Kodeks Watykański i Synajski. W Apokalipsie Kodeks Efrema jest świadkiem tego samego tekstu co Kodeks Aleksandryjski i jest wysoko ceniony przez krytyków tekstu. W Starym Testamencie jego tekst ma wysoką wartość, był jednak lekceważony przez krytyków tekstu ze względu na słaby stan rękopisu i nieczytelność jego pierwotnego tekstu.
Interpolacje
W Mateuszu 8,13 (por. Łk 7,10) posiada dodatkowy tekst: και υποστρεψας ο εκατονταρχος εις τον οικον αυτου εν αυτη τη ωρα ευρεν τον παιδα υγιαινοντα (a kiedy setnik powrócił do swego domu tej godziny, znalazł sługę zdrowym). Dodatek ten zawierają również kodeksy: א (N), Θ (0250), f1 (33, 1241), g1, syrh.
W Mateuszu 27,49 (por. J 19,34) zawiera dodatek: ἄλλος δὲ λαβὼν λόγχην ἒνυξεν αὐτοῦ τὴν πλευράν, καὶ ἐξῆλθεν ὖδορ καὶ αἳμα (inny wziął włócznię i przebił Jego bok, i natychmiast wyszła woda i krew). Wariant ten pochodzi z Jan 19,34, występuje w rękopisach א, B, L, U, Γ, 1010, 1293, syrpal, ethmss.
Obie te interpolacje obecne są również w Kodeksie Synajskim. Geneza pierwszej interpolacji nie została wyjaśniona, część rękopisów ją zawierających przekazuje tekst cezarejski. Interpolacja z Mt 27,49 jest charakterystyczna dla rękopisów aleksandryjskich, nie występuje jednak w późnych aleksandryjskich rękopisach.
Niektóre warianty
W Mateuszu 11,2 przekazuje wariant δια tak jak rękopisy א, B, D, P, W, Z, Δ, Θ, 0233, f13, 33, ale korektor C³ zmienił na δυο – jak w kodeksach L, f1, Byz.
W Mateuszu 22,10 przekazuje unikatowy wariant αγαμος zamiast γαμος (B1, D, W, Θ, 085, 0161, f1, f13 i rękopisy tekstu bizantyjskiego) albo νυμφων (kodeksy tekstu aleksandryjskiego).
W Marku 10,35 przekazuje wariant οι δυο υιοι Ζεβεδαιου (dwaj synowie Zebedeusza) zamiast οι υιοι Ζεβεδαιου (synowie Zebedeusza), wariant ten posiadają także Kodeks Watykański oraz koptyjskie rękopisy.
W Dziejach 14,19 przekazuje και διαλεγομενων αυτων παρρησια επεισαν τους οχλους αποστηναι απ' αυτων λεγοντες, οτι ουδεν αληθες λεγουσιν αλλα παντα ψευδονται zamiast και πεισαντης τους οχλους.
W Dziejach 20,28 przekazuje wariant του κυριου (Pana), ale korektor dodał και του Θεου (i Boga) i uzyskał w ten sposób wariant występujący w większości rękopisów.
W Rzymian 16,15 przekazuje rzadki wariant Ιουνιαν, Νηρεα zamiast Ιουλιαν, Νηρεα; wariant jest wspierany tylko przez Codex Boernerianus (grecki tekst).
W Rzymian 16,24 brak całego wiersza, podobnie jak w Codex Sinaiticus A B 5 81 263 623 1739 1838 1962 2127 itz vgww copsa, bo ethro Orygeneslat.

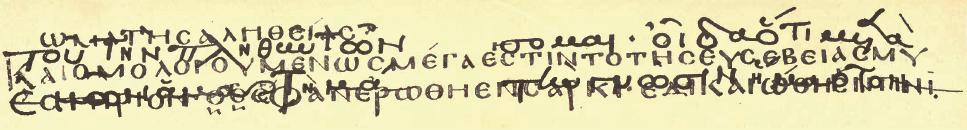
Facsimile kodeksu z tekstem 1 Tm 3,15-16, wariant ὅς ἐφανερώθη; przykład dierezy – ostatnia litera dolnej linijki

W 1. Tymoteusza 3,16 przekazuje wariant ὅς ἐφανερώθη (który został objawiony), ale drugi korektor (C²) zamienił na θεός ἐφανερώθη (Bóg został objawiony).
W Jakuba 1,12 przekazuje unikatowy wariant κυριος (Pan); rękopisy bizantyjskiej tradycji mają ο κυριος (Pan), niektóre rękopisy mają ο θεος (Bóg) (2816, 33vid, 323, 945, 1739, vg, syrp), inne mają w tym miejscu opuszczenie (א, A, B, Ψ, 81, ff, cop).
W Jakuba 1,22 przekazuje wariant λογου (słowa), podobnie jak większość rękopisów, jednak drugi korektor (C²) zamienił na νομου (prawa), jak mają minuskułowe rękopisy: 88, 621, 1067, 1852.
W Apokalipsie 13,18 Liczba Bestii wynosi 616 (ΧΙϚ), a nie 666. Tak też ma {\displaystyle {\mathfrak {P}}^{115}} oraz starołaciński Codex Harleianus (znany także jako Londiniensis i oznaczany przez siglum itz). Ireneusz z Lyonu wspominał, że niektóre rękopisy zawierają liczbę 616 i uznał ten wariant za błędny. Również Tykoniusz znał ten wariant.

## Historia

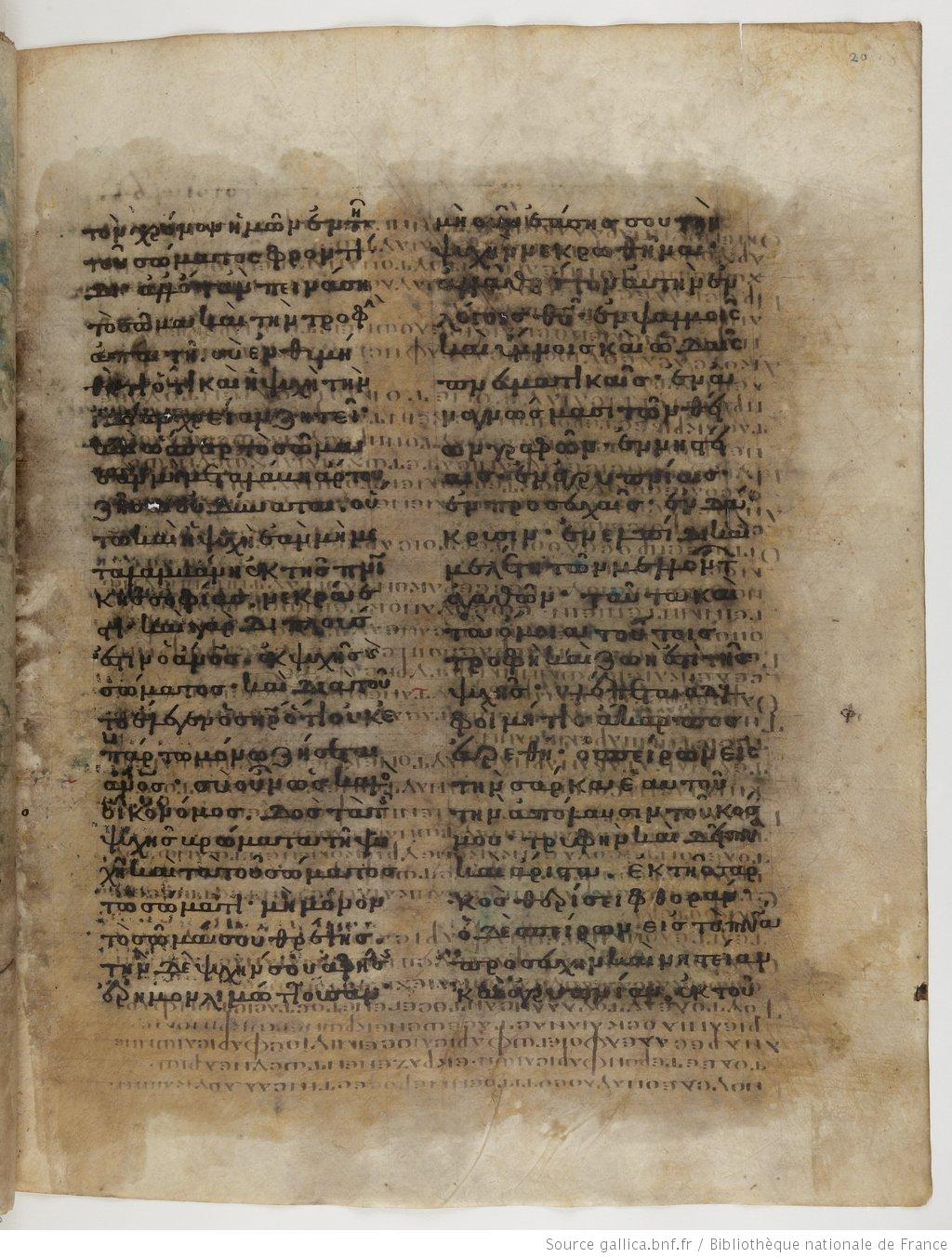
Strona 52 kodeksu

Paleograficznie datowany jest na V wiek. Jako miejsce powstania wskazuje się zwykle Aleksandrię lub Palestynę. Na początku VI wieku kodeks przechowywany był w Palestynie (prawdopodobnie w bibliotece cezarejskiej), na co wskazuje korektor C². W końcu IX wieku kodeks znajdował się Konstantynopolu, na co wskazuje ostatni z korektorów – C³.
W wieku XII jego tekst został starty, a na jego miejsce zapisano 38 traktatów Efrema (306-373) w przekładzie na język grecki. Frederic George Kenyon sądził, że oryginalny rękopis zawierał całą grecką Biblię, ale tylko rozproszone jego karty zostały wykorzystane przez skrybę dzieła Efrema, pozostałe karty zostały zniszczone.

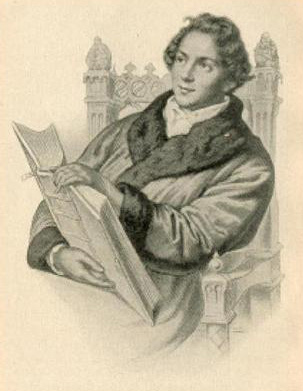
Tischendorf w 1841

Po upadku Konstantynopola, w 1453 roku, kodeks został przewieziony do Florencji, skąd Katarzyna Medycejska sprowadziła go do Francji.
W końcu XVII wieku odkryto, że pod zapisanym tekstem znajduje się tekst biblijny. Najstarsza nota o palimpseście pochodzi od Pierre’a Allix. Już w roku 1710 niektóre warianty kodeksu zostały wykorzystane w zrewidowanym reprincie Milla Novum Testamentum, wydanym przez Ludolph Kuster. Wyciąg wariantów kodeksu dla tego wydania sporządził Boivin, oznakowane zostały przez siglum „Paris 9”.
Pierwszej próby odczytania pełnego tekstu Nowego Testamentu dokonał Johann Jakob Wettstein w 1716 roku dla wydania tekstu Nowego Testamentu przygotowywanego przez Richarda Bentleya. Z korespondencji pomiędzy Bentleyem a Wettsteinem wynika, że odczyt jednej strony kodeksu zabierał dwie godziny, a Bentley zapłacił za całość pracy 50£. Projekt Bentleya nie został zrealizowany, ale Wettstein wykorzystał skolacjonowany przez siebie tekst kodeksu w swoim wydaniu Nowego Testamentu (1750-1751).
Odczyt nie był doskonały, a jedynie niektóre jego partie zostały odczytane poprawnie. W latach 1834–1835 poddano go chemicznej obróbce (żelazicyjanek potasu), by dolny tekst stał się bardziej widoczny. Wyniki nie były zadowalające, ale widoczność dolnego tekstu nieznacznie się poprawiła. Jako uboczny efekt chemicznej obróbki pergamin kodeksu się odbarwił i z koloru zielono-niebieskiego przybrał barwę ciemno-brunatną. Ferdinand Florian Fleck usiłował odczytać tekst kodeksu, ale bezskutecznie. Od października 1840 do stycznia 1843 pracował nad nim Tischendorf i odczytał go w całości. Wkrótce po tym wydał jego tekst.
K. v. Tischendorf, Codex Ephraemi Syri rescriptus, sive Fragmenta Novi Testamenti, Leipzig 1843
K. v. Tischendorf, Codex Ephraemi Syri rescriptus, sive Fragmenta Veteris Testamenti, Leipzig 1845
Przypuszczalnie Tischendorfowi pomogła chemiczna obróbka z 1834 roku. Po Tischendorfie nikt już nie próbował odczytać całego rękopisu. Herman Charles Hoskier skolacjonował tylko tekst Apokalipsy i opublikował go w 1929 roku. W roku 1956 kodeks został sfotografowany w ultrafiolecie i wtedy okazało się, że w dalszym ciągu nie wszystkie partie jego tekstu mogą być odczytane. Robert W. Lyon sporządził listę korekt do tekstu Tischendorfa, ale tylko w tekście Nowego Testamentu. Lista korekt opublikowana została w New Testament Studies (1958-1959). Korekty te są uwzględniane w krytycznych wydaniach greckiego tekstu Nowego Testamentu Nestle-Alanda, w pozostałych miejscach podstawą w dalszym ciągu jest tekst Tischendorfa. Potrzebny jest nowy odczyt pełnego tekstu rękopisu w oparciu o ultrafioletowe zdjęcia kodeksu. Tekst w odczycie Tischendorfa ma dziś opinię niedostatecznego. W roku 2010 Felix Albrecht dokonał nowego odczytu tekstu Septuaginty w oparciu o ultrafioletowe fotografie. W Księdze Koheleta w 14 miejscach poprawił odczyt Tischendorfa.
Rękopis jest cytowany w krytycznych wydaniach greckiego Nowego Testamentu. Był cytowany w UBS3, UBS4, NA26, NA27, NA28. Krytyczne wydania Nowego Testamentu cytują w aparacie krytycznym nie tylko tekst rękopisu pochodzący od oryginalnego skryby, ale także korekty naniesione w późniejszych wiekach. NA28 poprawki korektorów cytuje pod siglami C1, C2, C3.
Kodeks przechowywany jest w Paryżu w Bibliotece Narodowej (Gr. 9).